# San Pedro (Albacete)
San Pedro er en by og kommune i det sydøstlige Spanien i provinsen Albacete. Den har et indbyggertal på 1.185 (2024) indbyggere.